# Drehregler

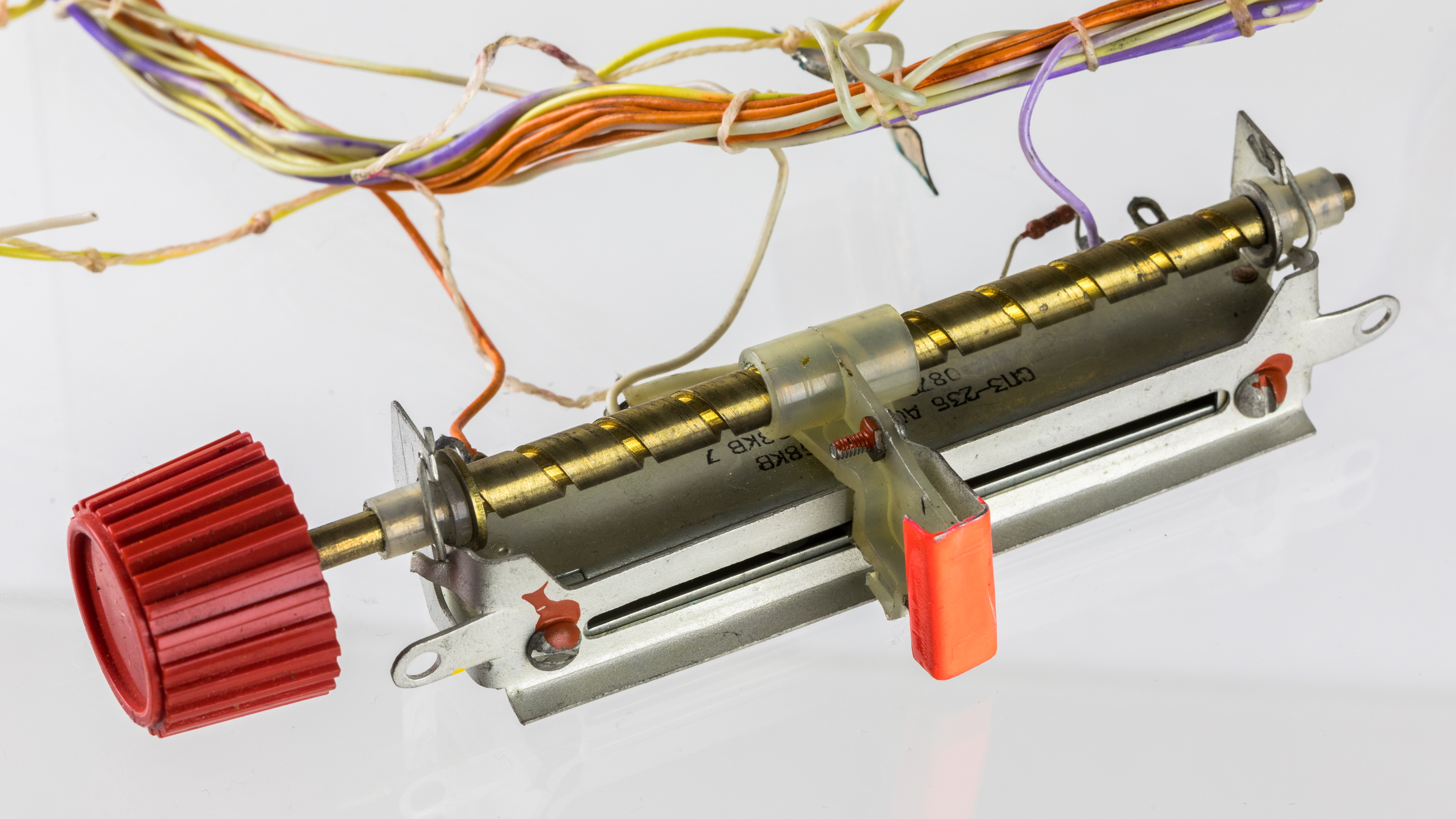
Drehregler mit Gewindespindel zur Einstellung des Senders an einem Röhren-Fernsehgerät. Der orange Reiter dient dabei der Anzeige des eingestellten Senders.

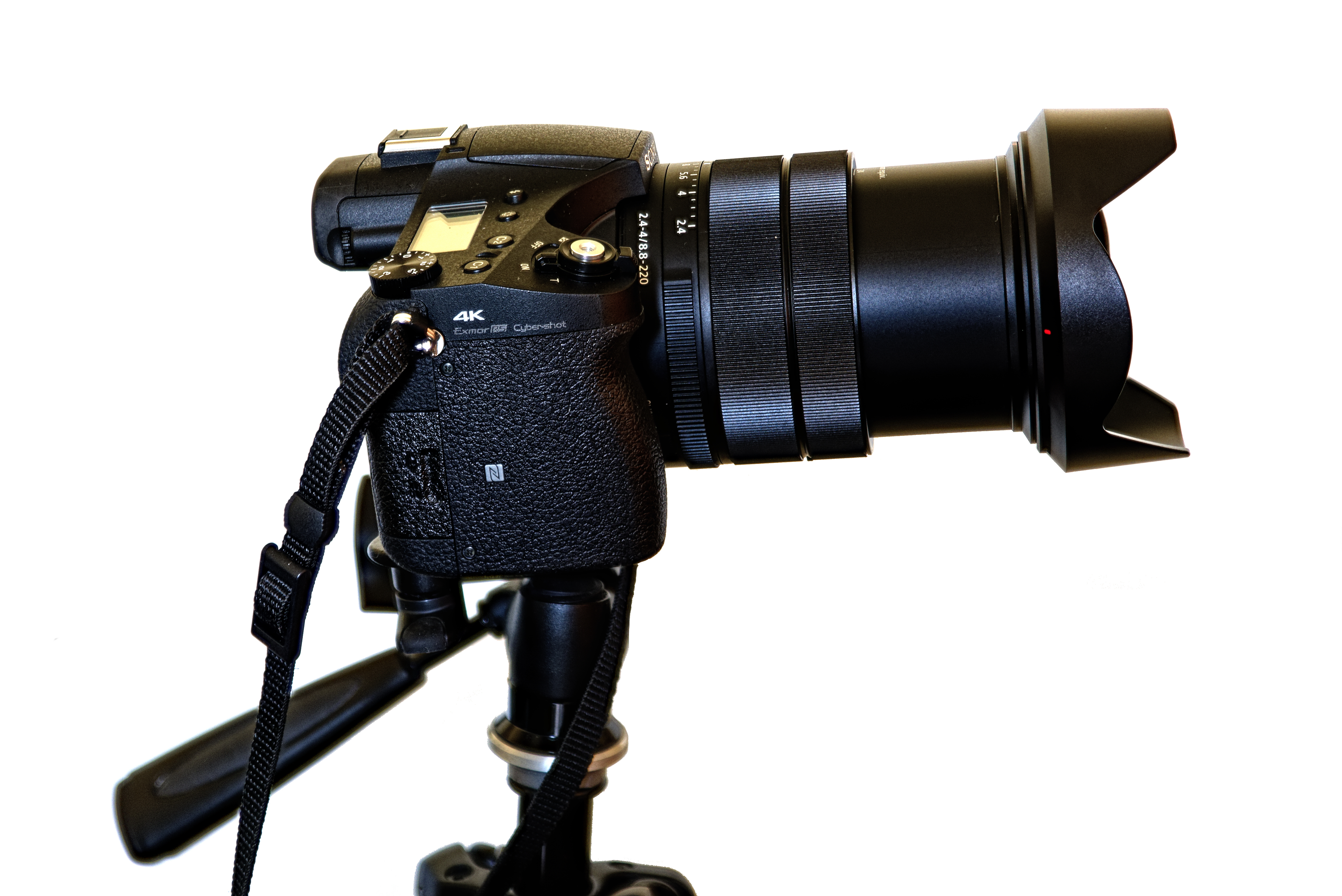
Kameraobjektiv mit zwei Drehreglern

Ein Drehregler  (auch Drehsteller oder umgangssprachlich Drehknopf genannt) bezeichnet in der Technik allgemein ein kleines, durch Drehung einstellbares Bedienelement. Bei elektrischen Drehreglern handelt es sich in der Regel um Potentiometer (siehe Hauptartikel: Drehschalter). Mechanische Drehregler können beispielsweise kleine Bedienelemente für Ventile (vgl. Drehventil) oder Positionierungselemente sein.
Entgegen der Bezeichnung handelt es sich bei einem Drehregler nicht tatsächlich um einen Regler, sondern um ein rein steuerndes Stellglied. Der technisch korrekte Begriff Drehsteller ist in der Literatur jedoch nicht geläufig.
Drehregler als Eingabegerät für einen prozessorgesteuerten Vorgang sind Impulsgeber, die durch Verteilung der Impulse auf zwei Leitungen eine Richtungsangabe mitliefern. Der Prozessor übernimmt die Information und bedient die Regelstrecke. Diese Drehregler sind wartungsfrei und unempfindlich gegenüber Vibrationen, so dass sie vorzugsweise auch an Autoradios als Lautstärkeregler Verwendung finden. Im ausgeschalteten Zustand ist jede Drehung wirkungslos, so dass beim Einschalten des Radios entweder die alte Einstellung oder ein Standardwert wirkt. Das Rädchen an der Computermaus und viele Drehregler im Cockpit arbeiten ebenfalls nach diesem Prinzip.